# 旭サナック
旭サナック株式会社（あさひサナック）は、愛知県尾張旭市に本社を置く機械メーカーである。
塗装機械、圧造機械および精密洗浄装置の製造販売を主力事業とし、いずれも国内で高いシェアを誇る。
なお、敷地が隣接し同じ旭を冠する旭精機工業とは資本関係はないものの、大隈鐵工所（現・オークマ）より独立したルーツを同じくする企業である。

## 概要
1942年（昭和17年）7月17日、オークマの創業者でもある、大隈栄一により旭兵器製造株式会社として創業。戦前は海軍の軍需工場として銃弾を製造していたが、戦後の1945年（昭和20年）10月に繊維機械の製造に着手した（1967年（昭和42年）4月廃止）。1958年（昭和33年）には米国特許の実施権を得て国産第一号のエアレス・スプレイ塗装装置を開発し、これが1962年（昭和37年）に販売した普及機とともに2018年度の「機械遺産」に認定されている。また、翌1959年（昭和34年）に冷間圧造機械の製造販売を開始しており、これらと1996年（平成8年）に立ち上げたニューコンポーネント事業部（液晶・半導体用洗浄装置事業）が現在まで続く主力事業となっている。
1992年（平成4年）には、創業50周年を機に現商号へと社名を変更しているが、社名のサナックとはSUNとACTIVEをかけ合わせた造語である。

## 沿革
- 1942年（昭和17年）7月17日 - 旭兵器製造株式会社として設立[4]。
- 1945年（昭和20年）10月 - 旭大隈産業株式会社に商号を変更[4]。
- 1992年（平成4年）6月 - 創業50年を機に旭サナック株式会社に商号を変更[4]。
- 2002年（平成14年） - 名古屋商工会議所「モノづくりブランドNAGOYA」を受賞[4]。
- 2004年（平成16年）6月 - 旭サナック本館（旧旭兵器製造本社事務棟）が国の登録有形文化財に登録[4]。
- 2005年（平成17年）1月 - 愛知ブランド企業に認定[4][7]。
- 2018年（平成30年）8月 - エアレス塗装機が機械遺産に認定。
- 2020年（令和2年） - 2020年版グローバルニッチトップ100選に選定される[8]。
- 2022年（令和4年）3月 - 日本みらいキャピタル株式会社が全額出資する特別目的会社を通じ、全株式を取得[9]。

## 旭サナック本館
旭サナック本館（旧旭兵器製造本社事務棟）は、1939年（昭和14年）に大隈鉄工所（現・オークマ）旭分工場として当時の海軍規格をもって建設されたものである。建物の建築面積は338m2、木造2階建の鉄板葺で洋風を基調とする事務所建築となっており、戦前には当時海軍に在籍していた高松宮殿下のご台臨や、皇族の貴賓室としても使用された。本館1階には事務室、2階に応接間等を配しており、現在でも旭サナックの本館として使用されている。2004年（平成16年）6月9日には造形の規範となっているものとして、国の登録有形文化財に登録されている。